# 聖巴巴拉杜帕拉
聖巴巴拉杜帕拉（葡萄牙語：Santa Bárbara do Pará），是巴西的城鎮，位於該國北部，由帕拉州負責管轄，始建於1991年12月13日，面積278平方公里，海拔高度21米，2010年人口17,154，人口密度每平方公里61.67人。